# Jernej Damjan
Jernej Damjan, född 28 maj 1983 i Ljubljana, är en slovensk backhoppare som har tävlat professionellt sedan 2002. Han representerar SSK Ilirija.

## Karriär
Världscupen
Jernej Damjan debuterade internationellt i kontinentalcupen i Bischofshofen i Österrike 12 januari 2002. Hans första tävling i världscupen var i Liberec i Tjeckien 10 januari 2004. Första pallplatsen i en deltävling i världscupen kom i Pragelato i Italien i lagtävlingen 12 februari 2005. I Willingen i Tyskland var han på pallen i en individuell deltävling i världscupen första gången 10 februari 2007 då han blev nummer tre (efter Anders Jacobsen från Norge och tysken Michael Uhrmann). Damjan har åtta säsonger i världscupen. Säsongerna 2004/2005 och 2007/2008 blev han nummer 15 sammanlagt, vilket är hans bästa resultat hittills. 
Skid-VM
Damjan deltog i sitt första Skid-VM i Oberstdorf 2005. Han tävlade i alla fyra backhoppningsgrenarna. Damjan vann bronsmedaljen i lagtävlingen i normalbacken tillsammans med Primož Peterka, Jure Bogataj och Rok Benkovič. I samma VM slutade han på 13:de plats individuellt i den stora backen. Han delade sjätteplatsen i normalbacken med Wolfgang Loitzl från Österrike och Adam Małysz från Polen. I lagtävlingen i stora backen blev Slovenien nummer fyra. Österrike vann före Finland och Norge.
Under Skid VM 2007 i Sapporo i Japan blev Damjan nummer 25 (i normalbacken) och nummer 45 (i stora backen). I lagtävlingen blev han nummer tio med det slovenska laget. I Skid-VM 2009 i Liberec i Tjeckien blev Damjan nummer 41 i normalbacken och nummer 37 i stora backen. I lagtävlingen blev han nummer 7. Damjan deltog även i Skid-VM 2011 i Holmenkollen i Oslo. Där startade han i lagtävlingen i normalbacken (Midtstubakken) och blev nummer 6 tillsammans med Mitja Mežnar, Robert Kranjec och Peter Prevc. Laget var 101,3 bak segrande Österrike och 44,0 poäng från prispallen. I stora backen (Holmenkollbakken) blev Damjan nummer 13 i den individuella tävlingen. I lagtävlingen vann han en bronsmedalj tillsammans med lagkamraterna, 57,4 poäng efter Österrike och endast 3,8 poäng efter hemmalaget.
VM i skidflygning
Jernej Damjan startade i sitt första skidflygnings-VM i Kulm i Bad Mitterndorf i Österrike 2006. Där blev han nummer 25 i den individuella tävlingen. I lagtävlingen blev han nummer 5 med slovenska laget. Norge vann före Finland och Tyskland. Under skidflygnings-VM 2008 i Heini Klopfer-backen i Oberstdorf, blev det slovenska laget nummer 12. Österrike vann före Finland och Norge. Slovenien hamnade på platsen efter Sverige. Även i den individuella tävlingen blev Damjan nummer 12.
Skidflygnings-VM 2010 arrangerades på hemmaplan i Letalnica i Planica. Där slutade Damjan på en 25:e plats i den individuella tävlingen. I lagtävlingen blev slovenerna nummer 5. I det hittills sista Skidflygnings-VM, i Vikersund 2012, kvalificerade sig Damjan inte till den individuella tävlingen. I lagtävlingen vann dock slovenska laget (Robert Kranjec, Jure Šinkovec, Jurij Tepeš och Jernej Damjan) en bronsmedalj. Slovenien var 66,0 poäng efter segrande Österrike och 42,6 poäng efter Tyskland.
Olympiska vinterspelen
Jernej Damjan startade i olympiska vinterspelen 2006 i Turin i Italien. Där blev han nummer 35 i normalbacke och nummer 28 i stora backen. I lagtävlingen blev Slovenien nummer 10. Under olympiska spelen 2010 i Vancouver i Kanada deltog Damjan i de individuella tävlingarna och blev nummer 38 i normalbacken och nummer 33 i stora backen. Slovenska laget blev nummer 8 i lagtävlingen, utan Damjan.
Andra tävlingar
Damjans bästa säsong i tysk-österrikiska backhopparveckan var säsongerna 2007/2008 och 2009/2010 då han blev nummer 18 sammanlagt. Han har 8 säsonger i Sommar-Grand-Prix. Som bäst har han en femte plats sammanlagt från 2007. Damjan har fyra guldmedaljer från slovenska mästerskap. Han har även tre silvermedaljer och tre bronsmedaljer från de nationella mästerskapen.

## Övrigt
Jernej Damjan har även en lillebror som också är backhoppare. Han heter Anze Damjan.